# Ли (округ, Северная Каролина)
Округ Ли (англ. Lee County) располагается в штате Северная Каролина, США. Официально образован в 1907 году. По состоянию на 2010 год, численность населения составляла 57 866 человека.

## География
По данным Бюро переписи США, общая площадь округа равняется 670,811 км2, из которых 660,451 км2 суша и 5,180 км2 или 1,500 % это водоёмы.

## Население
По данным переписи населения 2000 года в округе проживает 49 040 жителей в составе 18 466 домашних хозяйств и 13 369 семей. Плотность населения составляет 74,00 человек на км2. На территории округа насчитывается 19 909 жилых строений, при плотности застройки около 30,00-ти строений на км2. Расовый состав населения: белые — 70,03 %, афроамериканцы — 20,46 %, коренные американцы (индейцы) — 0,42 %, азиаты — 0,67 %, гавайцы — 0,04 %, представители других рас — 7,33 %, представители двух или более рас — 1,06 %. Испаноязычные составляли 11,65 % населения независимо от расы.
В составе 18 466,00 % из общего числа домашних хозяйств проживают дети в возрасте до 18 лет, 18,00 % домашних хозяйств представляют собой супружеские пары проживающие вместе, 54,30 % домашних хозяйств представляют собой одиноких женщин без супруга, 13,40 % домашних хозяйств не имеют отношения к семьям, 23,50 % домашних хозяйств состоят из одного человека, 8,80 % домашних хозяйств состоят из престарелых (65 лет и старше), проживающих в одиночестве. Средний размер домашнего хозяйства составляет 2,61 человека, и средний размер семьи 3,05 человека.
Возрастной состав округа: 25,70 % моложе 18 лет, 9,00 % от 18 до 24, 29,70 % от 25 до 44, 22,70 % от 45 до 64 и 22,70 % от 65 и старше. Средний возраст жителя округа 36 лет. На каждые 100 женщин приходится 97,50 мужчин. На каждые 100 женщин старше 18 лет приходится 95,00 мужчин.
Средний доход на домохозяйство в округе составлял 38 900 USD, на семью — 45 373 USD. Среднестатистический заработок мужчины был 32 780 USD против 23 660 USD для женщины. Доход на душу населения составлял 19 147 USD. Около 9,80 % семей и 12,80 % общего населения находились ниже черты бедности, в том числе — 16,50 % молодежи (тех, кому ещё не исполнилось 18 лет) и 12,20 % тех, кому было уже больше 65 лет.